# Gaby Ahrens
Pour les articles homonymes, voir Ahrens.
Gaby Diana Ahrens, née le 15 mars 1981 à Windhoek, est une tireuse sportive namibienne, spécialiste du trap.

## Carrière
Médaillée d'argent de trap aux Championnats d'Afrique de 2007 au Caire, elle dispute ses premiers Jeux olympiques en 2008 à Pékin ; elle est éliminée en qualification avec le 20e score.
Elle remporte la médaille de bronze de trap féminin aux Jeux du Commonwealth de 2010 à Delhi et la médaille d'or aux Championnats d'Afrique 2011 à Rabat.
Elle est le porte-drapeau de la Namibie à la cérémonie d'ouverture des Jeux olympiques d'été de 2012 à Londres et termine 22e en qualification du trap féminin.
Elle obtient son deuxième sacre continental en trap aux Championnats d'Afrique de 2015 au Caire. Pour sa troisième participation aux Jeux olympiques en 2016 à Rio de Janeiro, elle est éliminée en qualification avec le 9e score. Elle prend sa retraite sportive après ces Jeux.